# Searsia tumulicola
Searsia tumulicola är en sumakväxtart som först beskrevs av Spencer Le Marchant Moore, och fick sitt nu gällande namn av Moffett. Searsia tumulicola ingår i släktet Searsia och familjen sumakväxter.

## Underarter
Arten delas in i följande underarter:
- S. t. pumila
- S. t. meeuseana